# جاك إنجلش (لاعب كرة قدم)
جاك إنجلش (بالإنجليزية: Jack English)‏ (13 ديسمبر 1886 في المملكة المتحدة - 21 يناير 1953 في المملكة المتحدة) هو لاعب كرة قدم بريطاني (وحمل سابقاً جنسية المملكة المتحدة لبريطانيا العظمى وأيرلندا) في مركز الظهير. لعب مع بريستون نورث إيند وشيفيلد يونايتد ونادي واتفورد وHebburn Argyle F.C. ‏ وHebburn Town F.C. ‏ ودارلينجتون إف سى.

## وصلات خارجية
- جاك إنجلش على موقع Soccerbase.com (مدرب) (الإنجليزية)